# Autentyk 2
Autentyk 2 – drugi wspólny album polskich raperów Pelsona i Vienia. Został wydany w październiku 2003 roku nakładem wytwórni Pomaton EMI. Gościnnie wystąpili m.in. Włodi, Wigor, Tomasz Lipiński czy Piotr Gutkowski. Album uzyskał nominację do nagrody polskiego przemysłu fonograficznego Fryderyka w kategorii „najlepszy album hip-hop”.

## Lista utworów
Opracowano na podstawie materiału źródłowego.
1. „Intro” (produkcja, scratche: DJ Romek) – 1:07
2. „To dla moich ludzi” (produkcja: Pele, Vienio, keyboard: Lui, Vienio, gościnnie: Lui, Gutek) – 4:24
3. „Rewolucja jest blisko” (produkcja: Pele, Vienio, keyboard: Korzeń, Pele) – 4:30
4. „Międzyosiedlowy R.A.P.” (produkcja: Pele, Vienio, scratche: DJ Romek) – 3:58
5. „Zawistne serce” (śpiew: Olga, keyboard, produkcja: Pele, Vienio, gościnnie: Włodi) – 4:52
6. „Skit Wwa” (produkcja: Pele, Vienio) – 0:13
7. „Tak od siedmiu lat” (śpiew: Olga, keyboard, produkcja: Lui, Majki, scratche: DJ Romek) – 4:22
8. „Skit Wwa 2” (produkcja: Pele, Vienio) – 1:02
9. „Kolaż” (produkcja: Pele, Vienio, scratche: DJ Romek) – 2:43[A]
10. „My przeciwko im” (produkcja: Pele, Vienio, gościnnie: Mehdi Mesrine, Wacim) – 4:31
11. „Wyobraź sobie” (produkcja: Pele, Vienio, gościnnie: Wigor) – 5:04
12. „Skit mama” (produkcja: Pele, Vienio) – 0:23
13. „Automotywacja” (produkcja: Pele, Vienio, gościnnie: Gutek) – 4:44
14. „Skit Julka” (produkcja: Pele, Vienio) – 0:38
15. „Rzeczywisty film” (produkcja: Pele, Vienio, keyboard: Korzeń, scratche: DJ Mini) – 5:14
16. „Ej !” (produkcja: Pele, Vienio, keyboard: Andrzej Smolik, gościnnie: Novika) – 4:52
17. „Rzeczywisty film” (produkcja: DJ 600V, trąbka: Korzeń) – 4:16
18. „Każdy chce kochać II” (produkcja: Pele, Tomasz Lipiński, Vienio, gościnnie: Tomasz Lipiński) – 5:32

Notatki
- A^ W utworze wykorzystano sample z piosenki „Jane” w wykonaniu Jefferson Starship[4].